# DeeDee Trotter
De'Hashia Tonnek »DeeDee« Trotter, ameriška atletinja, * 8. december 1982, Twentynine Palms, Kalifornija, ZDA.
Nastopila je na poletnih olimpijskih igrah v letih 2004, 2008 in 2012, v letih 2004 in 2012 je osvojila naslov olimpijske prvakinje v štafeti 4×400 m ter leta 2012 bronasto medaljo in leta 2004 peto mesto v teku na 400 m. Na svetovnih prvenstvih je osvojila naslova prvakinje v štafeti 4x400 m v letih 2003 in 2007, kot tudi na svetovnih dvoranskih prvenstvih leta 2010.